# 8137 Kvíz
8137 Kvíz è un asteroide della fascia principale. Scoperto nel 1979, presenta un'orbita caratterizzata da un semiasse maggiore pari a 2,3271029 au e da un'eccentricità di 0,2153639, inclinata di 5,47046° rispetto all'eclittica.
L'asteroide è dedicato all'astronomo ceco Zdeněk Kvíz.